# Lent intraocular
Les  lents intraoculars o LIO són unes lents artificials de silicona o de material acrílic, la major part d'elles de tipus convergent, que s'implanten quirúrgicament dins de l'ull per tal de corregir o millorar l'enfocament afectat per una disfunció del cristal·lí, del sistema d'acomodació o de la forma de la còrnia.
El cristal·lí de l'ull humà equival a una lent de 15 diòptries, de manera que en inserir una lent intraocular s'assegura que es faci amb unes diòptries iguals o superiors a aquest estàndard.

## Tipus de LIO

### Pel seu lloc d'inserció i ús
- Les LIO anomenades  pseudofàquiques, que es col·loquen dins del sac capsular de cristal·lí, o entre la càpsula anterior i posterior del mateix i que s'usen per a substituir el cristal·lí que s'ha extret (lensectomia) per ser anòmal, generalment opac (Vegeu: Cataracta) o que s'extreu encara que sigui transparent, per a corregir defectes refractius (lensectomia refractiva) com la miopia, hipermetropia o astigmatisme.

- Les LIO fàquiques, que s'implanten per complementar el cristal·lí —és a dir, sense extreure'l—, generalment com a tractament de defectes de refracció greus com en casos de miopia severa i d'hipermetropia alta i presbícia. També es posen en casos amb graduacions no tan altes però en els quals certes característiques de la còrnia no permetin el tractament amb làser, o per als quals no és factible l'aplicació d'altres tractaments com lents correctores externes o cirurgia refractiva del tipus de la queratomileusi o de la tècnica LASIK.[1]

### Tipus segons les seves característiques
Per la forma d'afectar l'enfocament són:
- Lents  monofocals : Les lents intraoculars monofocals poden utilitzar-se per atorgar un punt d'enfocament clar a distància o de prop, però permeten triar només un punt d'enfocament i requereixen complementar amb lents externes o ulleres.
- Lents  multifocals : Les lents intraoculars multifocals eviten la necessitat d'ulleres, ja que proporcionen dos o més punts d'enfocament, però a costa de la claredat[2] Li brinden al pacient la possibilitat de tenir una excel·lent visió llunyana, intermèdia i propera al mateix temps, i al seu torn poden ser:[3][4]

- Refractives: amb diverses zones òptiques en la lent intraocular.
- Difractives apoditzades: amb trams difractius graduals sobre l'implant de la lent intraocular que creen una transició suau entre els punts focals.
- Acomodatives: amb un sol punt focal, però funcionen com si fos una LIO multifocal en estar dissenyades amb una articulació similar a la mecànica del cristal·lí i mitjançant l'acció dels músculs de l'ull, l'únic punt focal pot variar per enfocar objectes a diverses distàncies.

- Lents tòriques : per corregir l'astigmatisme.[5]
- Lents  tele-diòptriques  o LIOTD: o lents IOL-Vip (Intra Ocular Lens for Visually Impaired Person)[6] per baixa visió o deficiència visual severa.

## Tècnica de col·locació
Les lents intraoculars poden ser rígides o plegables (també anomenades flexibles), s'introdueixen en l'ull per la mateixa incisió per la que s'extreu la cataracta i es col·loquen dins del sac que envolta el cristal·lí. En el cas de les lents plegables no hi ha necessitat de fer més gran la ferida, fet que evita en alguns casos la necessitat de donar altres punts de sutura.